# Ala Hispanorum Vettonum

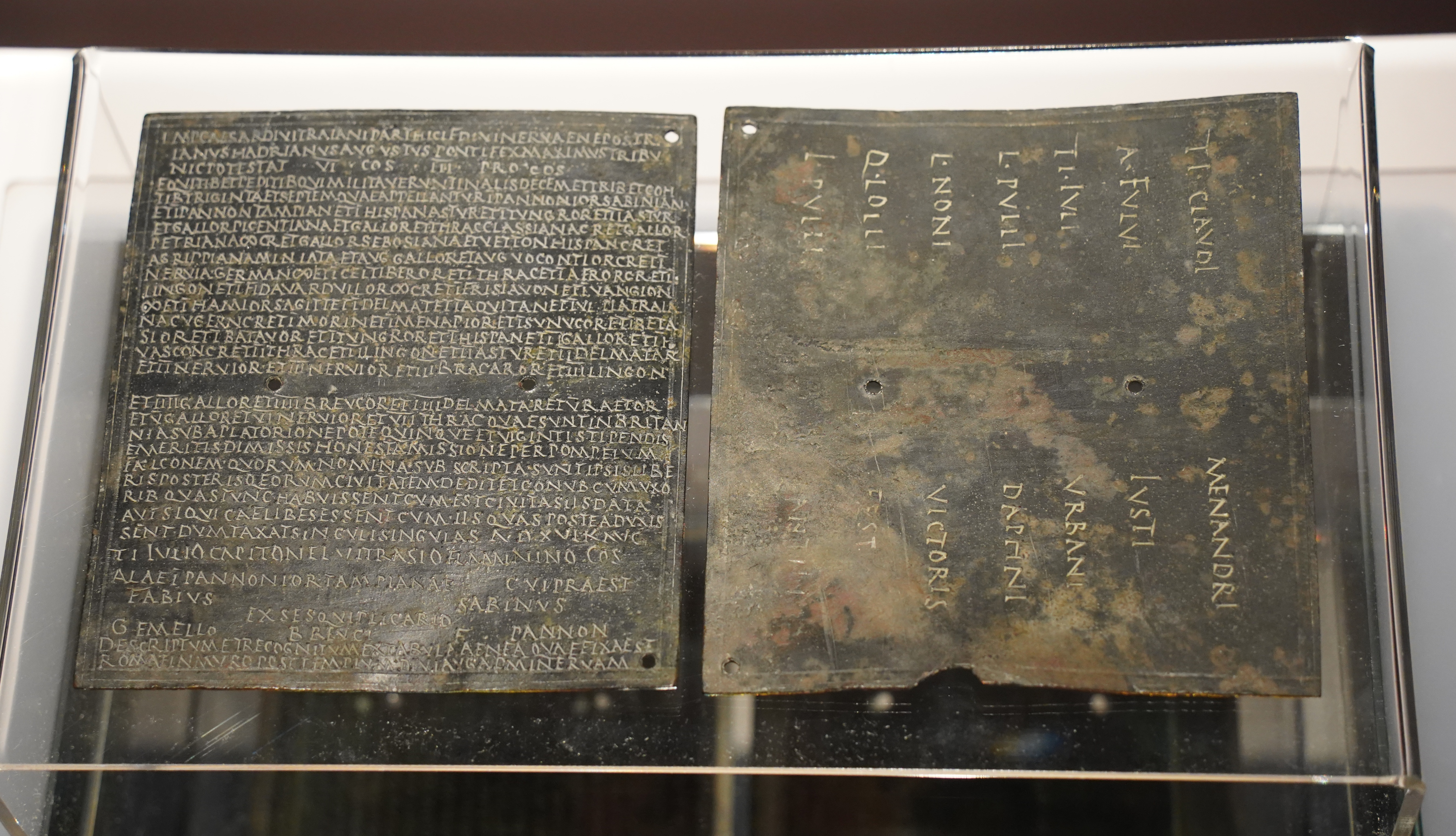
Das Militärdiplom des Jahres 122

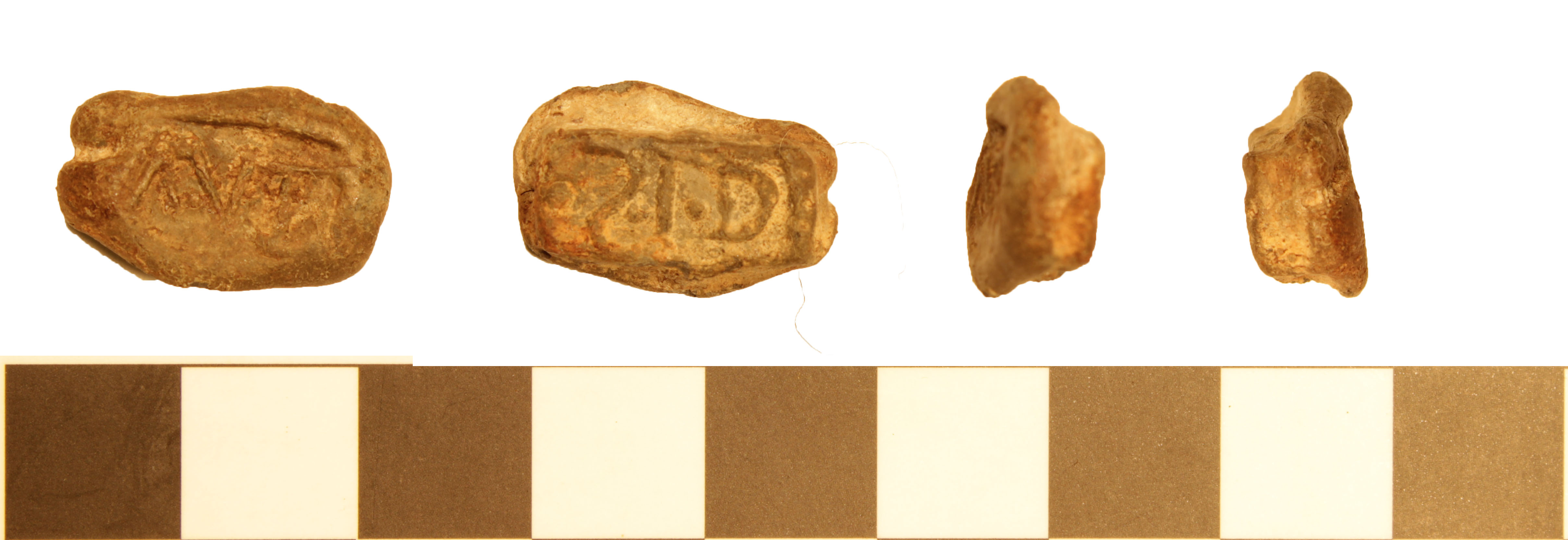
Bleisiegel der Ala Hispanorum Vettonum aus Piercebridge

Die Ala Hispanorum Vettonum [civium Romanorum] (deutsch Ala der Hispanier der Vettonen [der römischen Bürger]) war eine römische Auxiliareinheit. Sie ist durch Militärdiplome und Inschriften belegt. In den Diplomen von 122 bis 178 wird sie als Ala Vettonum Hispanorum bezeichnet, in den meisten Inschriften als Ala Vettonum.

## Namensbestandteile
- Ala: Die Ala war eine Reitereinheit der Auxiliartruppen in der römischen Armee.

- Hispanorum Vettonum: der Hispanier der Vettonen. Die Soldaten der Ala wurden bei Aufstellung der Einheit aus den verschiedenen Stämmen der Hispanier und insbesondere aus dem Volk der Vettonen auf dem Gebiet der römischen Provinz Hispania ulterior rekrutiert.

- civium Romanorum: der römischen Bürger. Den Soldaten der Einheit war das römische Bürgerrecht zu einem bestimmten Zeitpunkt verliehen worden. Für Soldaten, die nach diesem Zeitpunkt in die Einheit aufgenommen wurden, galt dies aber nicht. Sie erhielten das römische Bürgerrecht erst mit ihrem ehrenvollen Abschied (Honesta missio) nach 25 Dienstjahren. Der Zusatz kommt in den Militärdiplomen von 103 bis 122 sowie in Inschriften[1] vor.

Da es keine Hinweise auf den Namenszusatz milliaria (1000 Mann) gibt, war die Einheit eine Ala quingenaria. Die Sollstärke der Ala lag demnach bei 480 Mann, bestehend aus 16 Turmae mit jeweils 30 Reitern.

## Geschichte
Die Einheit wurde vermutlich unter Augustus, spätestens aber während der Regierungszeit von Tiberius (14–37) aufgestellt. Sie blieb wohl zunächst in Hispanien, bevor sie vermutlich zwischen 22 und 43 nach Germania verlegt wurde. Möglicherweise war die Ala dann Teil der Truppen, die unter Führung von Aulus Plautius um 43 mit der Eroberung Britanniens begannen.
Durch ein Militärdiplom ist die Einheit erstmals 103 in Britannien nachgewiesen. In dem Diplom wird die Ala als Teil der Truppen (siehe Römische Streitkräfte in Britannia) aufgeführt, die in der Provinz stationiert waren. Weitere Diplome, die auf 122 bis 178 datiert sind, belegen die Einheit in derselben Provinz.
Der letzte sichere Nachweis der Ala beruht auf einer Inschrift, die auf 197/198 datiert ist. Weitere Inschriften sowie ein Bleisiegel aus Piercebridge, auf denen der Truppenname erwähnt werden, lassen sich nicht genauer als in das 3. oder späte 2. Jahrhundert datieren.

## Standorte
Standorte der Ala in Britannia waren möglicherweise:
- Cicutio (Y Gaer): eine Inschrift[8] wurde hier gefunden.
- Vinovia (Binchester): Inschriften[9] wurden hier gefunden.

## Angehörige der Ala
Folgende Angehörige der Ala sind bekannt:

### Kommandeure
| - [?], ein Präfekt (CIL 8, 23068). Er war auch Präfekt der Ala II Flavia sowie Tribun der Cohors XXXII Voluntariorum. - []oniu[s] [R]ufus, ein Präfekt (AE 1992, 1137) - Marcus Stlaccius Coranus, ein Präfekt | - Marcus Valerius Fulvianus, ein Präfekt - Valerius Fronto, ein Präfekt |

### Sonstige
| - Bassus, ein Reiter (AE 1986, 426) - Cand[idus], vermutlich ein Reiter (RIB 403) - Clemens, vermutlich ein Decurio (RIB 403) - Eltaominus, ein ehemaliger Architekt (AE 2014, 805) | - L(ucius) Vitellius Tancinus, ein Reiter (RIB 159) - M(arcus) Aure[lius] []ocomas, ein Medicus (RIB 1028) - Matugeno Turaedoqu(m) Longinus, ein Reiter und Sesquiplicarius (CIL 2, 5866) |